# Liga dos Campeões da CAF de 1969

A Copa Africana dos Clubes Campeões de 1969 foi a 5ª edição da competição anual de clubes internacionais de futebol realizada na região da CAF (África). O torneio foi jogado por 20 equipes de 19 paises e usou um formato eliminatório. A final da competição foi disputada em duas etapas, em dezembro de 1969 e janeiro de 1970, entre TP Englebert atual TP Mazembe, da República Democrática do Congo que buscava o tricampeonato seguido, e Ismaily SC, da República Árabe Unida, atual Egito . Ismaily SC venceu a final com agregado 5-3, o primeiro clube egípcio a ganhar a taça.

## Equipes classificadas
| Associação                | Equipe                | Classificação                                                                      |
| ------------------------- | --------------------- | ---------------------------------------------------------------------------------- |
| RD Congo                  | Mazembe               | campeão – Liga dos Campeões da CAF de 1967                                         |
| Burquina Fasso            | US FRAN               | Campeão – Campeonato Burquinense de Futebol de 1968                                |
| Camarões                  | Caïman                | Campeão – Campeonato Camaronês de Futebol de 1968                                  |
| Costa do Marfim           | Africa Sports         | Campeão – Campeonato Marfinense de Futebol de 1968                                 |
| Egito                     | Ismaily               | Campeão – Campeonato Egípcio de Futebol de 1966-67                                 |
| Etiópia                   | Saint George          | Campeão – Campeonato Etíope de Futebol de 1968                                     |
| Gabão                     | Olympique Sportif     | Campeão – Campeonato Gabonês de Futebol de 1968                                    |
| Gana                      | Asante Kotoko         | Campeão – Campeonato Ganês de Futebol de 1968                                      |
| Guiné                     | Hafia                 | Campeão – Campeonato Guineano de Futebol de 1968                                   |
| Líbia                     | Al-Tahhady            | Campeão – Campeonato Líbio de Futebol de 1968                                      |
| Madagáscar                | Fitarikandro          | Campeão – Campeonato Malgaxe de Futebol de 1968                                    |
| Níger                     | Olympic               | Campeão – Campeonato Nigerino de Futebol de 1968                                   |
| Quênia                    | Gor Mahia             | Campeão – Campeonato Queniano de Futebol de 1968                                   |
| RD Congo                  | St. Eloi Lupopo       | Campeão – Campeonato Nacional de Futebol da República Democrática do Congo de 1968 |
| República do Congo        | Patronage Sainte-Anne | Campeão – Campeonato Congolês de Futebol de 1969                                   |
| República Centro-Africana | US Cattin             | Campeão – Campeonato Centro-Africano de Futebol de 1968                            |
| Somália                   | Hoga FC               | Campeão – Campeonato Somali de Futebol de 1968                                     |
| Sudão                     | Burri SC              | Campeão – Campeonato Sudanês de Futebol de 1969                                    |
| Tanzânia                  | Young Africans        | Campeão – Campeonato Tanzaniano de Futebol de 1968                                 |
| Togo                      | Étoile Filante        | Campeão – Campeonato Togolês de Futebol de 1968                                    |

## Rodada preliminar[3]
| Equipe 1       | Total | Equipe 2          | 1.º jogo | 2.º jogo |
| -------------- | ----- | ----------------- | -------- | -------- |
| Africa Sports  | 7-1   | Olympique Sportif | 5-1      | 2-0      |
| Young Africans | 4-3   | Fitarikandro      | 4-1      | 0-2      |
| St.Eloi Lupopo | w/o   | Cattin            | 1        |          |
| Hoga           | 3-4   | Burri             | 2-0      | 1-4      |

1 US Cattin desistiu.

## Primeira rodada[4]
| Equipe 1      | Total | Equipe 2        | 1.º jogo | 2.º jogo |
| ------------- | ----- | --------------- | -------- | -------- |
| Asante Kotoko | 6-2   | Patronage       | 5-1      | 1-1      |
| Al-Tahaddy    | 0-8   | Ismaily         | 0-5      | 0-3      |
| Burri         | 3-4   | Gor Mahia       | 2-4      | 1-0      |
| Caïman        | 1-3   | St. Eloi Lupopo | 0-0      | 1-3      |
| Saint George  | 0-5   | Young Africans  | 0-0      | 0-5      |
| Olympic       | 1-8   | Étoile Filante  | 1-5      | 0-3      |
| Mazembe       | 4-3   | Africa Sports   | 2-1      | 2-2      |
| US FRAN       | 2-9   | Hafia           | 2-7      | W/O1     |

1 US FRAN desistiu após a primeira partida.

## Quartas de Finais[5]
| Equipe 1      | Total | Equipe 2       | 1.º jogo | 2.º jogo |
| ------------- | ----- | -------------- | -------- | -------- |
| Asante Kotoko | 2-21  | Young Africans | 1-1      | 1-1      |
| Ismaily       | 4-2   | Gor Mahia      | 3-1      | 1-1      |
| Hafia         | 10-3  | St.Eloi Lupopo | 7-2      | 3-1      |
| Mazembe       | 4-2   | Étoile Filante | 4-1      | 0-1      |

1 Asante Kotoko venceu o jogo com desempate por moeda ao ar.

## Semifinais[6]
| Equipe 1      | Total | Equipe 2 | 1.º jogo | 2.º jogo |
| ------------- | ----- | -------- | -------- | -------- |
| Asante Kotoko | 4-5   | Ismaily  | 2-2      | 2-3      |
| Mazembe       | 7-5   | Hafia    | 4-0      | 3-5      |

## Final[7]
| Equipe 1 | Total | Equipe 2 | 1.º jogo | 2.º jogo |
| -------- | ----- | -------- | -------- | -------- |
| Mazembe  | 3-5   | Ismaily  | 2-2      | 1-3      |

## Campeão
| Liga dos Campeões da CAF 1969 |
| ----------------------------- |
|                               |
| Ismaily 1°. Título            |